# Гостиный двор (Уфа)
Гостиный Двор (башк. Каруанһарай) — один из традиционных для российской провинции гостиных дворов в стиле классицизма, построен на Верхнеторговой площади Уфы в начале XIX века. В 1999 году был полностью перестроен (новодел) под торгово-деловой комплекс. В 2014—2015 годах прошла повторная реконструкция.

## История

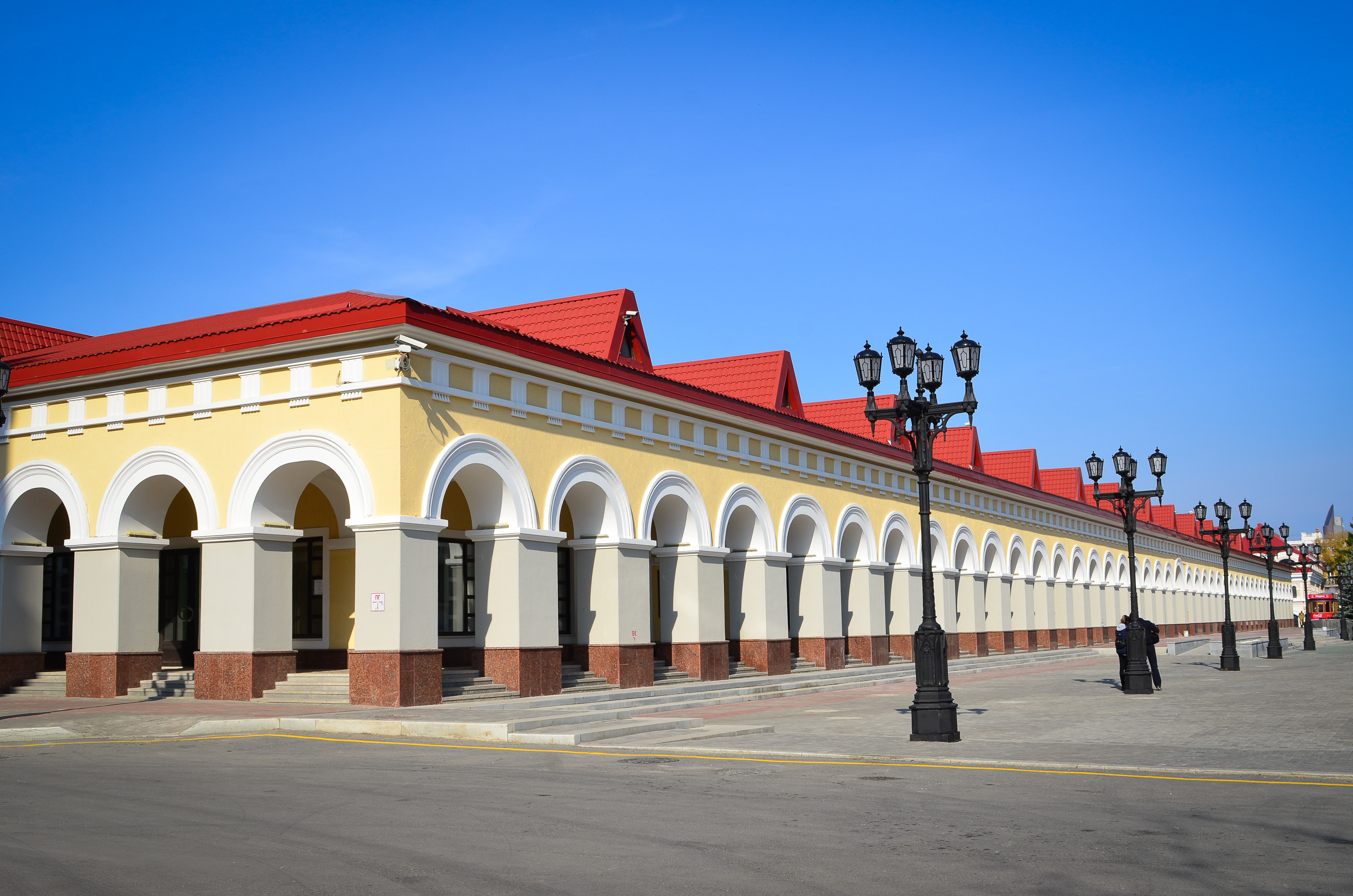
Гостиный двор. 2015 год

Гостиный Двор в Уфе потребовался тогда, когда губернское правление перешло из Оренбурга к Уфе в 1802 году и городу потребовался генплан. В 1812—1815 годах велась переписка между Санкт-Петербургом, Оренбургом и Уфой, где и встретился «Гостиный Двор».
С 1825 года в центре площади началось возведение каменного Гостиного Двора по проекту петербургского профессора архитектуры А. И. Мельникова. Здание в стиле классицизма обрело окончательный облик лишь спустя 40 лет. В 1864 в «Журнале присутствия уфимского губернского правления» сообщалось, что большая часть постройки уже готова, а остальная должна быть готова к 1866 году.
Грандиозное строение жёлтого цвета с белыми барельефами обрамляли с четырёх сторон светлые открытые галереи с арочными проёмами, а в середине оставалось открытое пространство, позволяющее торговать как снаружи, так и внутри. Вскоре Гостиный Двор уже считался привилегированным местом среди местного купечества. Самым богатым из них отвели место под строительство частных торговых домов. Некоторые сохранились до наших дней:
- торговый дом купца Д. П. Берштейна (трехэтажное офисное здание со стороны ул. Коммунистической);
- торговый дом Иванова и Нобеля и здание Общества взаимного кредитования (два двухэтажных корпуса на Верхнеторговой площади);
- торговый дом братьев Крестовниковых (двухэтажный дом на ул. Ленина, который ныне занимает Вкусно и Точка).

В 1941 году в Уфу были эвакуированы Серпуховская ткацкая и Ярцевская прядильная фабрики. Здание Гостиного Двора занимал Уфимский хлопчатобумажный комбинат до начала 1980-х годов.
С 1980-х находился в заброшенном состоянии. В 1990-х годах на его месте оставались развалины. В 1995 году группа ДДТ и Юрий Шевчук на развалинах снимали клип на свою песню «Мёртвый Город». После доведения здания до критического состояния администрация города решила его снести, но на защиту Гостиного Двора поднялась общественность.
Начало реконструкции положил указ Президента Республики Башкортостан «О мерах по обеспечению ускорения реконструкции здания бывших Торговых рядов в городе Уфе» от 11 августа 1995 года.
11 октября 1999 года полностью перестроенный Гостиный Двор по проектам уфимских архитекторов во главе с С. А. Голдобиным открылся и стал выполнять функцию торгового, делового, культурного центра не только Уфы, но и всей Республики. От исторического здания остался только один угол. Занимая площадь 40 тыс. м², в нём разместились более 150 торговых и развлекательных заведений. Фонтан у Гостиного Двора, открытый в 1998 году и представлявший собой каскад из гранитных чаш, считался одним из самых крупных в Уфе (180 м²). Однако был снесён в 2015 году при реконструкции Верхнеторговой площади.
2 июня 2014 закрыт на реконструкцию. 5 декабря 2015 состоялось открытие Гостиного Двора после реконструкции.